# Apeadeiro de Naia
O Apeadeiro de Naia foi uma uma gare ferroviária da Linha do Dão, que servia a localidade de Naia, no concelho de Tondela, em Portugal.

## História
A Linha do Dão foi inaugurada em 24 de Novembro de 1890, e foi aberta à exploração no dia seguinte, pela Companhia Nacional de Caminhos de Ferro.

Em 1 de Janeiro de 1947, a Companhia Nacional foi integrada na Companhia dos Caminhos de Ferro Portugueses. A Linha do Dão foi encerrada em 1990 e transformada na Ecopista do Dão em 2007-2011.[carece de fontes?]